# Oum Drou
Oum Drou là một đô thị thuộc tỉnh Chlef, Algérie. Dân số thời điểm năm 2002 là 17.314 người.